# أبو الفا الغنيمي التفتازاني
محمد أبو الوفا التفتازاني (14 إبريل، 1930 - 28 يونيو، 1994) فيلسوف مصري، وشيخ مشايخ الطرق الصوفية في مصر في الفترة من 1983 إلى 1994.

## النشأة
ولد التفتازاني في 16 ذو القعدة 1348هـ الموافق 14 إبريل، 1930 بقرية كفر الغنيمي بمحافظة الشرقية، ووالده الذي عمل مدرساً للغة العربية لعدد من الدبلوماسيين والذي توفي وهو في السادسة من عمره كان شيخًا لطريقة السادة الغنيمية التي ورث شياختها إليه، تعلم في المدارس الحكومية، ثم التحق بكلية الآداب بجامعة القاهرة بقسم الفلسفة عام 1946، بتوجيه من الأستاذ مصطفى عبد الرازق الذي كان صديقًا لوالده السيد محمد الغنيمي التفتازاني، والذي شجعه على دراسة الفلسفة، أتم تخرجه عام 1950 وحصل على درجة الدكتوراة في الفلسفة الإسلامية. وقد عمل مدرساً بمدرسة فؤاد الأول الثانوية بالعباسية ثم معيداً فمدرساً بقسم الفلسفة بكلية الآداب، وفي أثناء عمله معيداً ندب مدرساً في معهد الدراسات الإسلامية بمونتريال في كندا لمدة عام، منح جائزة الدولة التقديرية في العلوم الاجتماعية عام 1985.كان شيخا لطريقة من طرق الصوفية واختير شيخا لمشايخ الطرق الصوفية فجمع بين التصوف علما وطريقا . عبر بكتاباتة اهمية التصوف والفرق بينه وبين الخرافات.

## بعض أعماله
- «ابن عطاء الله السكندرى وتصوفه النظري والعملي» [موضوع رسالة الماجستير 1374هـ الموافق 1955م. من جامعة القاهرة بإشراف محمد مصطفى حلمي].
- «ابن سبعين وفلسفته الصوفية». [موضوع رسالة الدكتوراه مع مرتبة الشرف الأولى 1381هـ الموافق 1961م من جامعة القاهرة بإشراف محمد مصطفى حلمي].
- ابن عباد الرندي (حياته ومؤلفاته). معهد الدراسات الإسلامية - مدريد إسبانيا
- مدخل إلى التصوف الإسلامي.
- الإسلام والفكر الوجودي المعاصر.
- المنهج الإسلامي في تدريس الفلسفة الأوروبية الحديثة المعاصرة.
- العلاقة بين الفلسفة والطب عند المسلمين.
- المصري في أبواب التوحيد والعدل.
- مفهوم العلم في الإسلام.
- علم الكلام وبعض مشكلاته.
- الإنسان والكون في الإسلام.

حصل على المؤهلات العلمية التالية:
- الليسانس في الآداب من قسم الفلسفة مايو 1950 بتقدير عام جيد جدًا.
- الماجستير من القسم بمرتبة الشرف الثانية في سبتمبر 1955.
- الدكتوراه بمرتبة الشرف الأولى سبتمبر 1961.

## شغل المناصب التالية
- معيد بكلية الآداب قسم الفلسفة 1952.
- مدرس بالقسم 1962.
- أستاذ مساعد بالقسم 1969 في تخصص الفلسفة الإسلامية والتصوف.
- وكيل كلية الآداب، جامعة القاهرة، عام 1978.
- عميد كلية التربية بالفيوم، جامعة القاهرة، عام 1978.
- نائب رئيس جامعة القاهرة، فرع الفيوم وبني سويف، عام 1981.
- نائب رئيس جامعة القاهرة لشئون فرع الفيوم، عام 1983.
- نائب رئيس جامعة القاهرة لشئون الدراسات العليا والبحوث، عام 1984.

## الهيئات التي ينتمي إليها
- شيخ مشايخ الطرق الصوفية.
- عضو مجلس الشورى ووكيلاً للجنة الخدمات بالمجلس.
- عضو المجلس الأعلى للشئون الإسلامية بوزارة الأوقاف.
- عضو جمعية فلسفة العصر الوسيط، لوفان، بلجيكا.
- عضو المجلس الأعلى للجامعات، جمهورية مصر العربية.
- عضو لجنة تبادل القيم، الشعبة القومية لليونسكو، القاهرة.
- عضو المجلس العالمي للمؤتمر العالمي الدائم للدين والسلام بنيويورك – الولايات المتحدة الأمريكية.
- عضو المجلس الاستشارى للأكاديمية الإسلامية بكمبردج – المملكة المتحدة.
- عضو المجلس التنفيذى (ممثلاً عن جمهورية مصر العربية) للمنظمة الإسلامية للتربية والثقافة والعلوم (إيسيسكو).
- عضو برلمان وادى النيـل.
- رئيس الجمعية الفلسفية المصرية.

## الجوائز والأوسمة
- جائزة الدولة التشجيعية في العلوم الاجتماعية من المجلس الأعلى لرعاية الفنون والآداب والعلوم الاجتماعية، عام 1975.
- وسام العلوم والفنون من الطبقة الثانية عام 1983.
- جائزة الدولة التقديرية في العلوم الاجتماعية من المجلس الأعلى للثقافة، عام 1985.
- وسام تمغة امتياز (أرفع وسام) من رئيس جمهورية باكستان عام 1989.

## وفاته
توفي في 20 محرم 1415هـ الموافق 28 يونيو 1994 في مدينة القاهرة.